# دوري آيسلندا الممتاز 1946
دوري آيسلندا الممتاز 1946 (بالآيسلندية: Efsta deild karla í knattspyrnu 1946) هو الموسم 35 من  دوري آيسلندا الممتاز. الذي يشرف على تنظيمه اتحاد آيسلندا لكرة القدم، وكان عدد الأندية المشاركة فيه  6، وفاز فيه نادي فرام.